# Troickij rajon (Oblast' di Čeljabinsk)
Il Troickij rajon (in russo Троицкий район?) è un rajon dell'oblast' di Čeljabinsk, nella Russia asiatica; il capoluogo è Troick. Istituito il 20 febbraio 1924, ricopre una superficie di circa 4.000 chilometri quadrati e consta di una popolazione di circa 23.200 abitanti.